# Alberto Zum Felde
Alberto Zum Felde (né à Bahía Blanca le 30 mai 1889, mort à Montevideo le 6 mai 1976), est un écrivain, essayiste et historien uruguayen.
Il a écrit des essais et des livres sur l'histoire de l'Uruguay.

## Œuvres
- Proceso histórico de Uruguay (1920).
- Proceso intelectual del Uruguay y crítica de su literatura (1930).
- El ocaso de la democracia (1933).
- Índice de la poesía uruguaya contemporánea (1933).
- Francisco Acuña de Figueroa: fragmentos de un estudio (1941).
- Índice crítico de la literatura hispanoamericana: La ensayística (1964).
- Diálogo Cristo-Marx (1971).